# دوليمو (سويسرا)
دوليمو (بالفرنسية: Delémont)‏ هي بلدية وعاصمة لكانتون جورا في سويسرا. يقدر عدد سكانها بـ 11,364 نسمة .

## المدن التوأمة
مدينة بلفور هي مدينة توأمة لـدوليمو.

## معرض صور

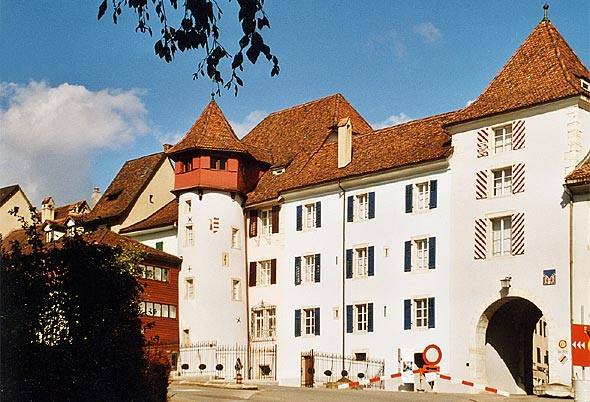
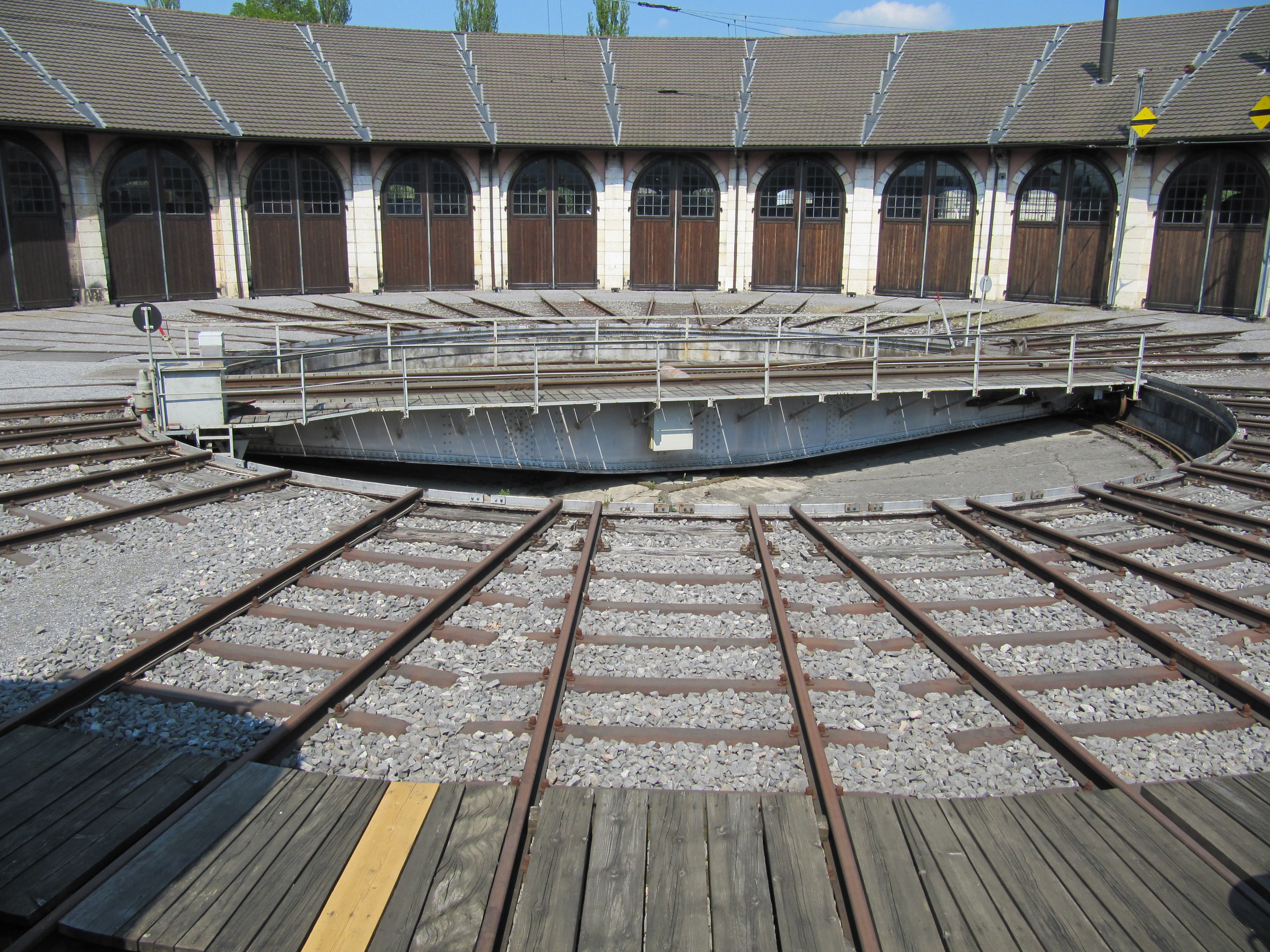
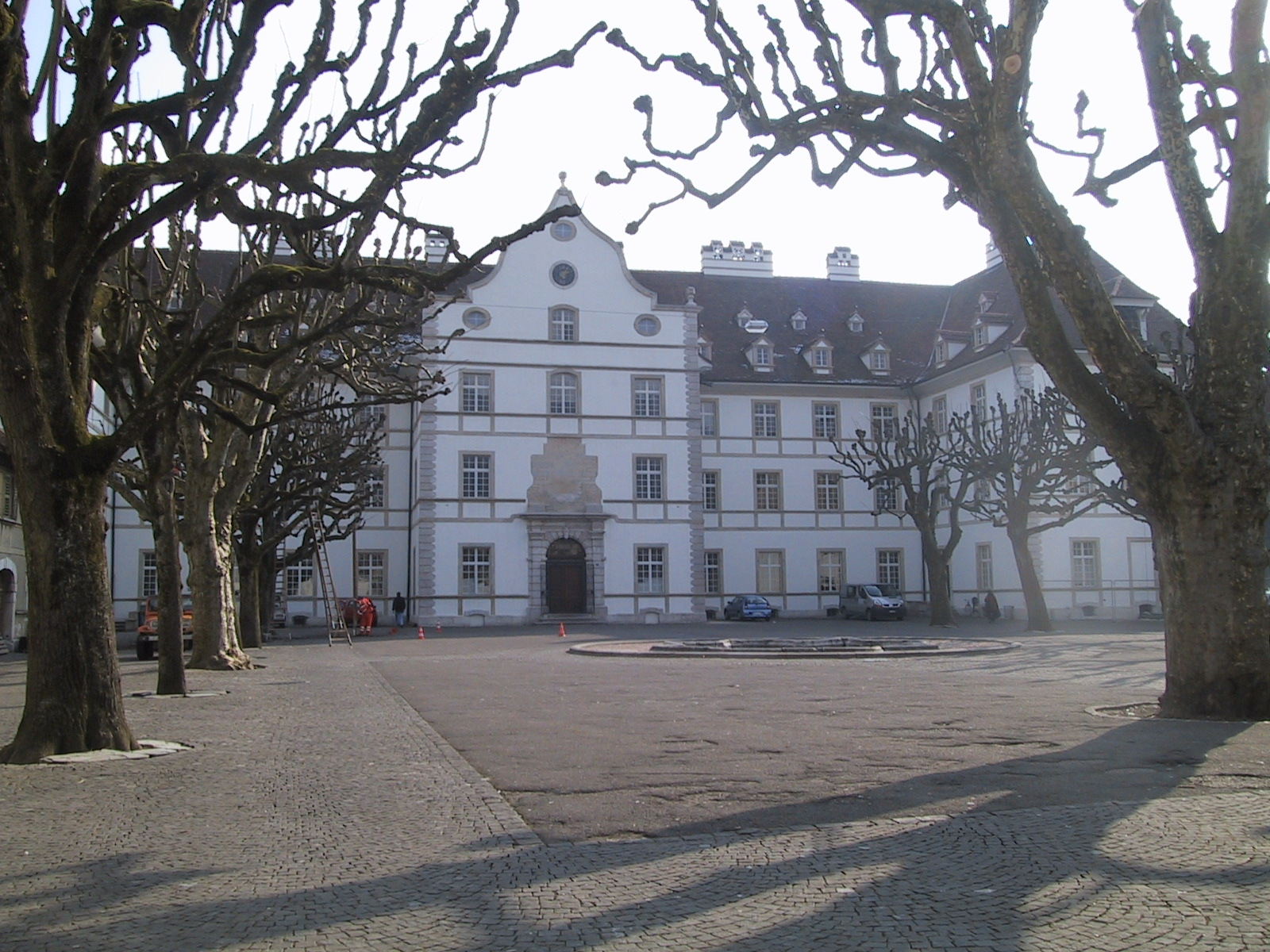
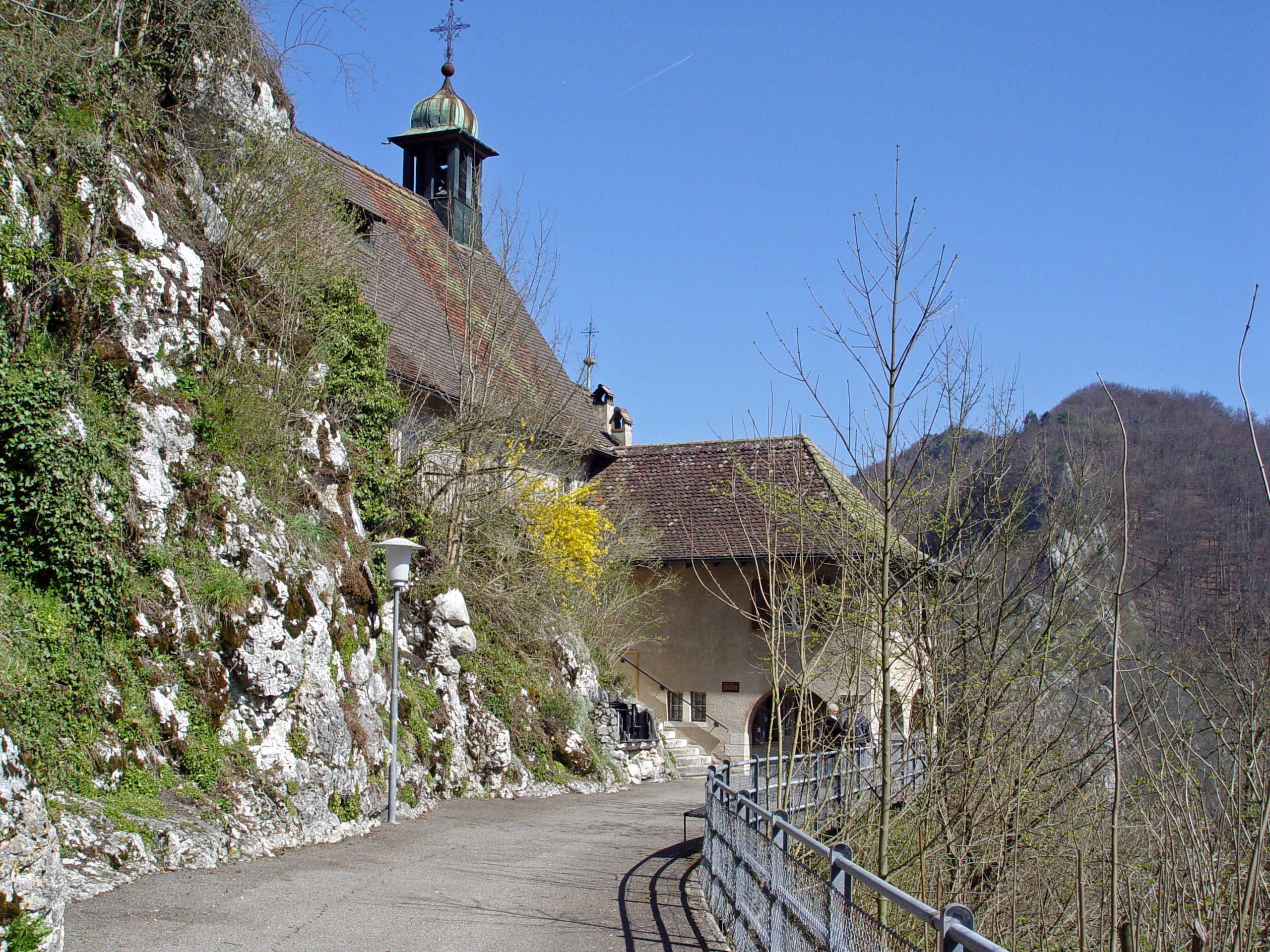
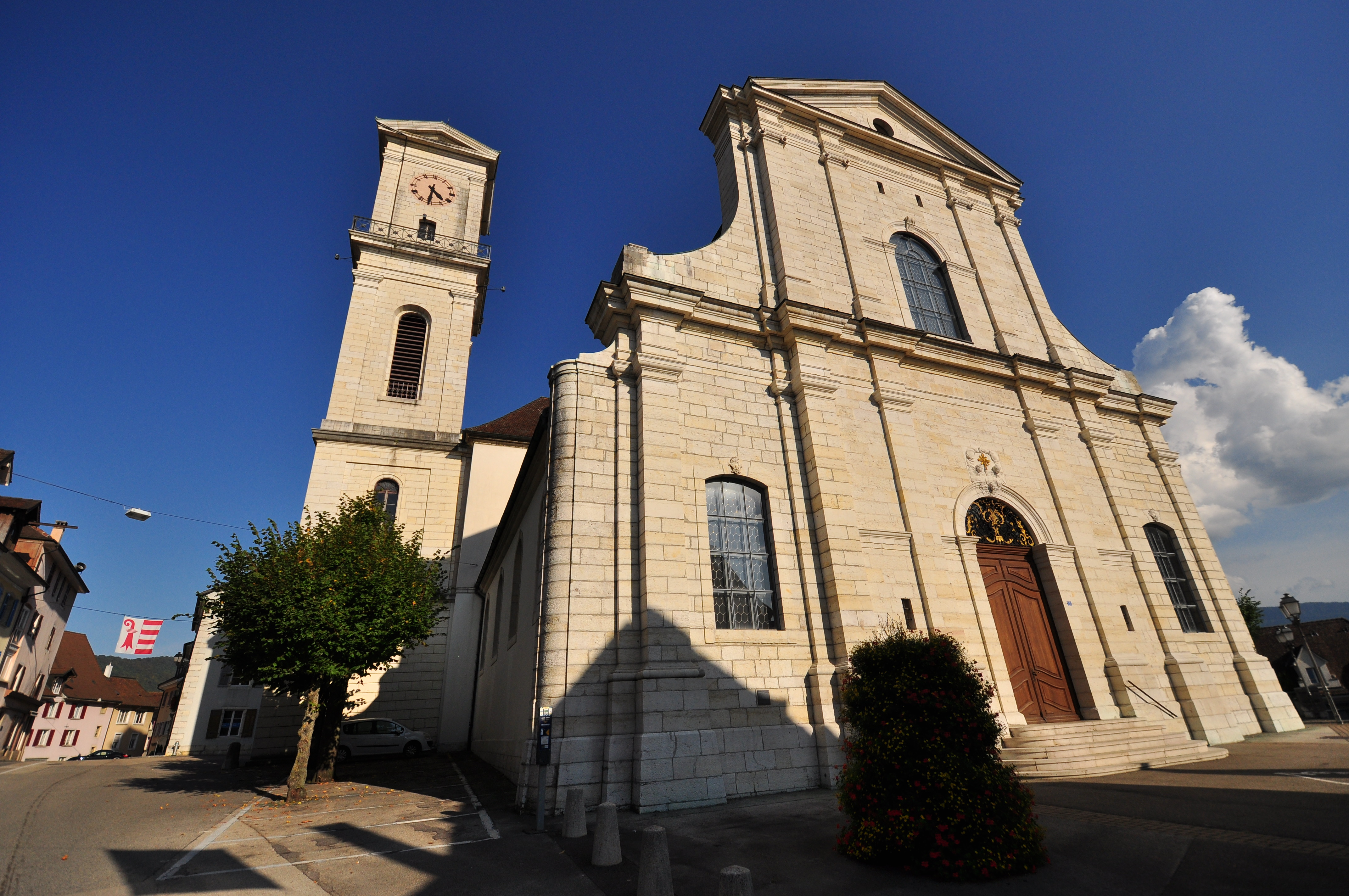

## أعلام
- جوب
- بيير مارغوت
- سارة ماركيز